# Instituto Floresta Viva

O Instituto Floresta Viva (IFV) é uma organização não governamental brasileira fundada em 2003 para promover o desenvolvimento humano no Sul da Bahia, aliado à conservação da natureza. Alterando os sistemas tradicionais de agricultura e garantindo a sobrevivência e a conservação dos recursos naturais nesta região, o Floresta Viva implementou um novo modelo de desenvolvimento rural. Uma das estratégias foi a instalação de 11 áreas experimentais de sistemas agroflorestais, mostrando as vantagens em relação ao modelo tradicional de produção.

## História
Seu início foi no ano de 2000 com o Projeto Floresta Viva na APA em Itacaré, pensado por técnicos do IESB (Instituto de Estudos Socioambientais do Sul da Bahia) e com apoio do Fundo Brasileiro para a Biodiversidade e da Fundação Ford.  
Em agosto de 2003, foi criado o Instituto Floresta Viva, com o apoio de agricultores e empresários da APA e, em 2006, a abertura da sede em Ilhéus.
Em 2007, passou a implementar programas de recuperação de margens de rios e nascentes.
Em 2009,foi criado o Viveiro de Mudas de espécies Nativas em Serra Grande, em parceria com a SOS Mata Atlântica, com o intuito de reflorestamento do Parque Estadual da Serra do Conduru e educação ambiental. 
Em 2013, surgiu a Escola da Floresta, formando profissionais que atuam no meio rural, em atividades de botânica, ecoturismo, gestão de áreas protegidas, silvicultura, etc.

## Visão
O Instituto Floresta Viva acredita que é possível a prática de desenvolvimento sustentável, com foco na preservação da diversidade biológica no Sul da Bahia, fazendo com que a região tenha uma boa qualidade de vida e seja exemplo para o resto do Brasil.

## Escola da Floresta
Programa de cinco cursos para técnicos especializados em restauração florestal, coordenado por Paulo Sanjines. É um espaço de diálogo e capacitação para quem atua no desenvolvimento sustentável, com base na cultura e no capital regional. 

## Viveiro
Produz até 100 mil mudas por ano, dentre elas, espécies da Mata Atlântica ameaçadas de extinção, como o Jacarandá-da-bahia e o Pau-brasil. 
As sementes utilizadas, são adquiridas dos pequenos agricultores da APA, contribuindo com a melhoria da renda rural e, ao mesmo tempo, promovendo a descoberta da importância de suas matas.
A equipe técnica do Instituto Floresta Viva atua não só na coleta de sementes, mas também na assistência técnica para produção de mudas em 40 unidades familiares espalhadas no entorno do Parque do Conduru.

## Prêmios
- Em 2002, ganha o Prêmio Experiências Sociais Inovadoras, concedido pelo Banco Mundial, como uma das melhores iniciativas brasileiras em desenvolvimento local sustentável.

- Em 2003, ganha o Prêmio Super Ecologia [5] na categoria Flora ONG , concedido pela revista Superinteressante.

- Em 2005, ganha o Prêmio MDA/SAF/DATER - 25 Melhores Experiências Agroecológicas do Brasil.

- Em 2007, ganha o Prêmio Caixa Melhores Práticas em Gestão Local[6], concedido pela Caixa Econômica Federal.